# Txangurro
Le txangurro est une série de plats élaborés, faisant partie de la gastronomie traditionnelle du Pays basque, et qui utilisent comme base la chair de l'araignée de mer.
Txangurru signifie araignée de mer en basque. Le crabe Txangurro se distingue par une carapace large et épineuse aux pattes longues et fines, et il est très apprécié pour sa viande délicatement aromatisée.
Les plats de txangurro a la donostiarra sont un des exemples d'élaboration[pas clair].
La terrine de txangurro est faite à partir de la chair extraite de la carcasse. On mélange cette chair avec différents ingrédients tels que des oignons, poireaux, tomates et de l'eau-de-vie, et selon les variantes,.
Dans l'exemple du txangurro a la donostiarra, le mélange préparé, présenté dans la carcasse du crabe, est d'abord gratiné au four.